# 加特林峰
加特林峰（英語：Gatlin Peak），是南極洲的山峰，位於帕爾默地，處於斯蒂爾峰東北面8公里，屬於韋爾奇山脈的一部分，在1974年由美國地質調查局繪入地圖，現時由南極條約體系管理。